# Copenhagen Distortion
 For alternative betydninger, se Distortion.
Copenhagen Distortion er en musikfestival, der finder sted i gaderne i København hvert år i løbet af ugen med den første lørdag i juni. Festivalens kulturelle fokus er på klubkultur, urbane og elektroniske musikgenrer, gadeliv, moderne kunst (kun når det vedrører natteliv eller offentlige rum), social kunst og Københavns undergrundsmagasiner (print og web).
Et af de unikke aspekter ved festivalen er at den er mobil.[kilde mangler] Distortion foregår i et nyt område hver dag - Nørrebro, Vesterbro og Refshaleøen.
Distortion består af gadefesterne, Distortion Club, som er undergrundsfester og arrangementer på udvalgte natklubber, samt 2-dags festivalen Distortion Ø, som er Skandinaviens største elektroniske musikfestival. Distortion Week Pass giver adgang til alle Distortions arrangementer, og gadearmbåndssalget sikrer at gadefesterne kan fortsætte fremover.

## Historie
Navnet og slogan'et "Distortion — A Celebration of Copenhagen Nightlife" ("en fejring af nattelivet i København") blev grundlagt i september 1998 af Thomas Fleurquin, og dancehall-ikonet Andy Fresh som en engangsforestilling i Mantra, Tivoli. Distortion blev en 5-dages mobil festival i juni 2000, med syv fester i fem dage. Distortion startede sin internationale fest, der holder konceptet i 2004 med Colette vært for et radioshow på en båd og et "afterparty".
I juni 2008 var Distortion vokset til en af de største kulturelle festligheder i København,[kilde mangler] og i 2011 havde Distortion gennemsnitligt 80.000-100.000 mennesker om dagen.[kilde mangler] Festivallen bestod dette år af 56 fester, hvoraf 14 var gadefester, og yderligere tre var massiv på henholdsvis Sankt Hans Torv, Enghave Plads og i Latinerkvarteret.
Ved afviklingen af Distortion 2014 skønnede politiet, at der deltog omkring 100.000 festivalgæster om dagen. Politiet vurderede, at festivalen trods det store fremmøde blev afviklet uden problemer og uden anden uro, end hvad der er forventeligt en almindelig dag.
I 2014 blev Distortion afsluttet med en udendørs fest på Refshaleøen og efterfølgende chill-out i Ørstedsparken.
Grundet Covid-19, blev de store gadefester aflyst i 2020 og 2021. I 2022 er festerne tilbage på henholdsvis Vesterbro og i Inderhavnen.

## Distortion gennem årene
| År   | Hovednavne |
| ---- | --- |
| 1998 | Lokale dj's |
| 1999 | Lokale dj's |
| 2000 | Lokale dj's |
| 2001 | Lokale dj's |
| 2002 | Lokale dj's |
| 2003 | Superpitcher (DE), Feadz (FR), TTC (FR) |
| 2004 | Simian Mobile Disco (FR), Joakim (FR), Martini Brothers (DE), Oskar Melzer (DE), Dirty Sound System (FR) |
| 2005 | Pilooski (FR), Lindstrøm (NO), Prins Thomas (NO), Mark Moore (UK), Arnaud Rebotini (FR), Sascha Funke (DE), Kiki (DE), Headman (UK), WhoMadeWho (DK), Mu (JP), Hot Chip (UK), Sébastien Tellier (FR), Diplo (US), M.I.A. (UK) |
| 2006 | Spank Rock (US), Lindstrøm (NO), Joakim (FR), WhoMadeWho (DK), Erobique (DE), Gebruder Teichmann (DE), MixMasterMorris (UK) |
| 2007 | RadioClit (UK), TTC (FR), Shir Khan (DE), Pocket Knife (US), Cousin Cole (US), Diskokaine + Wolfy&Jim (AU), P. Toile (DE), Kasper Bjørke (DK), Tomboy (DK) |
| 2008 | Nöze (FR), Shit Robot (US), Oh Land (DK), Alexander Robotnick (IT), Mia (DE), Kris Menace (DE), Djuma Sound System (DK), Chicks On Speed (DE) |
| 2009 | SuperMayer (DE), Glass Candy (UK), Tim Sweeney (US), DJ Vadim (RUS), Monotonix (ISR), Wildbirds & Peacedrums (SE), Brandt Brauer Frick (DE), Mikkel Hess (DK), Carl Craig (US), Zip (DE) |
| 2010 | Madlib (US), Kode 9 (UK), Mock & Toof (DE), Simian Mobile Disco (UK), J-Rocc (US), Buraka Som Sistema (PT), Booka Shade (DE), Jamie Vex'd (UK), Tikiman (DE), Schaltchofbronx (DE), Gus Gus (IS), Justus Koehnke (DE), Michael Mayer (DE), Superpitcher (DE), Tobias Thomas (DE), Oh No Ono (DK), Jamie Jones (UK), Breakage (UK), Hugo Capablanca (DE), MMM (DE), Len Faki (DE) |
| 2011 | Acid Washed (FR), Matias Aguayo (ARG), Stretch Armstrong (US), Crookers (IT), Kenton Slash Demon (DK), Iceage (DK), Brian DeGraw of Gang Gang Dance (US), Laurel Halo (US), Hey Today! (DE), Felix of Hot Chip (UK), Mathew Jonson (CA), Kenny Larkin (US), Michael Mayer (DE), Metrik & MC Coppa (UK), Nisennenmondai (live, JP), Prins Thomas (NO), Sany Pittbull (BR), Schlachthofbronx (DE), Superpitcher (DE), Tim Sweeney (US), Seth Troxler (US), DJ Umb (UK), Uproot Andy (US), Skatebård (NO), We Are The World (US), Josh Wink (US), Terje Bakke (NO), Theo Parrish (US), Austra (CAN) |
| 2012 | Chromatics (US), Andrew Weatherall (UK), Trentemøller (DK), DJ Hell (DE), Sissy Nobby (live, US), Davide Squillace (IT), DJ Funk (US), Sound Pellegrino Thermal Team (FR), Helm (live, UK), Lust For Youth (live, SE), M.O.P. (live, US), Saigon (live, US), Matthew Styles (UK), Dinky (CL), Tim Sweeney (US), Kidd (live, DK), Klumben (live, DK), Eloq (DK), EagerStunn Sound (DK), James Ferraro (live, US), Niagara (live, PT), DJ Nervoso & DJ Marfox (PT), Mike Skinner (UK), DJ A. Vee (US), DJ Stashbox (US), Michael Mayer (DE), Reinhard Voigt (live, DE), Tobias Thomas (DE), L.A. Vampires (live, US), Magic Touch (live, US), Maria Minerva (live, UK), Ital (live, US), Nguzunguzu (live, US), Matias Aguayo (live, CL), Pachanga Boys (DE), Trojan Sound System (live, UK), Awesome Tapes From Africa (US), DJ Fitz (IRE), Extra Action Marching Band (live, US), Tristesse Contemporaine (live, FR), Laing (live, DE), Yelle DJ set (FR), Den Sorte Skole feat. Dark Matters (live, DK), Benny Banks (live, UK), Zebra Katz (live, US), Albertslund Terror Korps (live, DK) |
| 2013 | DJ Harvey (UK), Todd Terje (NO), Tim Sweeney (US), Kate Boy (SE), Anika (DE), Vinnie Who (DK), Zombie Zombie (FR), Hess Is More (DK), Grup Ses Beats (TR), Bjørn Svin (DK), DJ Fitz (IR), Dirty Sound System (FR), Kasper Bjørke (DK), Hugo Capablanca (DE), Kode9 (UK), Scratcha DVA (UK), Le1f (US), Cooly G (UK), Pachanga Boys (DE), Patrice Bäumel (NL), Job Jobse (NL), Olaf Boswijk (NL), VJs CV Gabriel/A Hulskamp (NL), Brodinski (FR), Sound Pellegrino Thermal Team (FR), Kaytranada (CA), Unkwon (DK), Sunny Beach Happy Slap Mardi Gras (DK), Eloq (DK), Schlachthofbronx (DE), DJ Snake (DE), DJ Er Du Dum Eller Hvad (DK), Yo Felles (DK), Xosar (US), Ron Morelli (US), Kassem Mosse (DE), DJ TLR (NL), Svengalisghost (US), Sewn Leather (US), Dracula Lewis (IT), Stand High Sound feat. Puba Jim (UK), Sebastian (FR), Feadz (FR), Riton (UK), Boston Bun (FR), Adam Port (DE), Stassy (DE), Spoek Mathambo (ZA), Julius Sylvest (DK), Bwoy De Bhajan (DK), Why Be (DK), Total Freedom (US), Venus X (US), Primitive Art (IT), Youngblood Brass Band (UK), Jean Von Baden (DK), Kim Kemi (DK), Sea Punk Gang (IT), Seksuelle Mennesker (DK), Jeff Mills (US), Terje Bakke (NO), Chris Menist (US), Ashraf Sharif Khan (TH), Viktor Marek (TH), Terror Danjah vs. Champion (UK), Ryan Hemsworth (US), Lulu Rouge (DK), Copyflex (DK), Erol Alkan (UK), Daniel Avery (UK), Mickey Moonlight (FR), Beastie Respond (DK), Daughn Gibson (US), Light Asylum (US) |
| 2014 | Blawan (UK), Boys Noize (DE), Brodinski (FR), Club Cheval (FR), DJ Blazing aka Jenny Wilson (SE), Evian Christ (UK), Hudson Mohawke (SC), Ivan Smagghe (FR), John Wizards (SA), Klumben (DK), Lxury (UK), Matmos (US), Michael Mayer (DE), Mykki Blanco (US), Mr. Ties (Live 12 hours, IT), Nathan Fake (UK), Noisia (NL), Pharfar (DK), Real Estate (US), Skream (UK), Sun Ra Arkestra (US), Superpitcher (DE), Tale Of Us (IT), Ten Walls (LT), Tikiman Live with Scion (DE), Todd Terje (Live, NO), Trust (CA), When Saints Go Machine (DK), Adrenalize (DK), Anthony Charles (DK), Anek (DK), Atlantik (DE), Beatmörtelz (DE), Brynjolfur (Live, FO), Brassica (UK), Cejero DJs (DK), Cosmin TRG (RO), Cosmonauts (US), Copyflex (DK), DagoDJ (BR), Dirty Sound System (FR), DJ Er Du Dum Eller Hvad (DK), DJ Richard (US), Djuna Barnes (DK), DVS1 (US), Eloq (DK), Electronic Swing Orchestra (DE), Elephant Stone (US), Emil Lange (DK), Firehouse Sound ft. Mission (DK), First Hate (DK), Helena Hauff (DE), Hockeysmith (UK), Jay Daniel (US), Joe Ford (UK), Jozak Sander (DE), Kenneth Christiansen (DK), Kim LAS (DK), Kingdom (US), Kube A/V ft. Rumpistol, Unkwon, Mikkel Meyer, Obscura (DK), Legowelt (DE), Lislbar & Wermuth (DE), Lust For Youth (DK), Lotic (US), Mikkel Metal (DK), Nixxon (DK), Neilio (NL), Nisennenmondai (JP), Nonsens (DK), Northern Structures (DK), Pawas (DE), Pow Pow Movement (DE), Psimono (DK), Sexy Lazer (IS), Scnts (FR), SchackAttack (DK), SFV Acid (US), Thedor Clausen (DK), Tim Andresen (DK), To\To (DK), Vladimir Ikovic (DE), Waqar (DK), Why Be (DK), Winston Green (DE) |
| 2015 | Cashmere Cat (NO), Fritz Kalkbrenner (DE), Jeff Mills (US), Pharoahe Monch (US), Siriusmodeselektor (DE), Soul Clap (US), Tale Of Us (IT), Sadboys DJ Set (SE), Actress (UK), Axel Boman (SE), Barnt (DE), Beatrice Eli (SE), Boys Noize (DE), Brodinski presents Brava (FR), Cyril Hahn (CA), DJ Koze (DE), Eloq (DK), Jackmaster (UK), Jimmy Edgar (US), Kant (DK), Kenton Slash Demon (DK), Kesi (DK), Laid Back (DK), Noir (DK), Omar Souleyman (SY), S!vas (DK), Sekuoia (DK), Skepta (UK), Sophie feat. QT (UK), TWRK (US), Ukendt Kunstner (DK), Wooden Wisdom feat. Elijah Wood & Zach Cowie (US), Anthony Naples (US), Anya (DK), Bambounou (FR), Blanck Mass (US), Bok Bok (UK), Calyx & Teebee (NZ/NO), La Dame Blanche (JA), Da Tweekaz (NO), Damily (MG), Deadbeat (CA), Denis Horvat (DK), Die Vögel (DE), DJ Er Du Dum Eller Hvad (DK), DJ Fitz (UK), DJ Pete (DE), DJ Stingray (US), Djedjotronic (FR), Djuna Barnes (DK), Francois X (FR), Housemeister (DE), Hunter/Game (IT), Højer Øye (DK), Lena Willikens (DE), Liss (DK), Louis Currency (DK), Nicorus (DE), Oneman (UK), Palmistry (UK), Pharfar (DK), Powel (DE), Saint Cava (DK), Simon Dokkedal (DK), Tom Trago (NL), Tomas Barfod (DK), Unkwon (DK), Yungest (DK), Ac-NO, Acud (DE), Adrenalize (DK), Alex Index (DK), Amin Safari (DK), B From E (DK), Baba the Knife (DE), Barmer Boys (IN), Bass Clef (UK), Berlin Zoo (I Kicked A Cloud Once + Shatter hands + Fou Fou), Black Sun Empire (NL), Brigade (DE), Chris One (SE), Code Walk (DK), Cold Vision (DK), Courtesy (DK), Crizzy (DK), Ctrls (DK), Dexcore (DK), DJ Graded (DK), DJ Hvad (DK), Don Cato (DK), Düring (DK), Emil Lange (DK), Ena Cosovic (DK), Feinstaubgeflimmer (DE), Firehouse Sound (DK), Gia (DK), Hjalti & Jesper (DK), Idris Ackamoor & The Pyramids (US), Il Civetto (DE), Illdjinn (DK), Jan Schulte (DE), J.J Wild (DK), Jacob Bech (DK), Joakim Skovbjerg (DK), Joel Alter (DE), John Vincent (DK), Jongpadawan (DK), Josefine Winding (DK), Jozak Sander (DE), Kasper Marott (DK), Khalazer (DK), Korridor (DK), Lady Smita (DK), Magna (DK), Merkbar (DK), Mikkel Ymer (DK), Miosa (DK), Mission (DK), Monolink (live, DE), Monox (FR), Shlomniwatz (DE), Northern Structures (DK), Oh Boy! (DK), Okat (DK), Oscilanz (UK), Philogresz (NL), Pisetzky (IT), Pladevennerne (DK), Primal (DK), Rekyl (DK), Rephex (DK), Rewolmer (DK), Runge (DK), Service to Self (DK), Sofa T (DK), Soundesc (Stacks + Eelahno) (DK), Taha (DK), Theodor Clausen (DK), Tim Andresen (DK), Tim Dawes (AU), Tolouse Low Trax (Live, DE), Uffe (DK), VKTR (DK), Waqar (DK), Whyte (DK), Youngblood Sound (DK), Youss (DK) |
| 2016 | Dixon (DE), Kelela (US), Lido (NO), Yung Lean (SE), Ata Kak (GH), David Rodigan (UK), Gilli, Mano Le Tough (NL), MK (US), Roman Flügel (DE), S!vas, Tiga (CA), Waka Flocka Flame (US), Antwon (US), Aurora Halal (US), Babyfather (Dean Blunt) (UK), Baikal (DE), Barnt (DE), Be Svendsen, Benal, Blawan (US), Bonkaz (UK), Borneland, Brynjolfur, Danny L Harle (UK), David Dorad (DE), DJ Er Du Dum Eller Hvad, DJ Hell (DE), Eloq, Emil Stabil, Empress Of (US), Faustix, Fekky (UK), First Hate, Gaika (UK), Helena Hauff (DE), Hunter/Game (IT), HVOB (AT), Kaka, Kant, Kasper Bjørke, Kesi, Kenneth Bager, Lorentz (SE), Manudigital (FR), Matmos (US), Martyn (NL), Mellemfingamuzik, Monolink (DE), Nastia (UA), Nonsens, Oneman B2B My Nu Leng (UK), Paul Murphy (UK), Pharfar, Shumi (DE), Smerz (NO), Soleima, Steffi (DE), Superpitcher (DE), TooManyLeftHands, ACUD (DE), Altman (IT), Amputation, Anders Tresselt, Andreas B (US), Andree Wendel Hoxfeldt & Esben Weile Kjær, Aparde (DE), Apeiron Crew, Benny Jamz, Bitchslap Resident Selectors, Bongo Klub (DJ Kasper Waaben), Bounce Club (DJ Ernest Fru) (CM), Carlo & Selma (IT/NO), Champion Ting, Christian D'or, Club Below (DJ Anil) (TZ), Cold Vision, Ctrls, Darmstadt, Debre Damo Dining Orchestra, Dexcore, DJ Graded, DJ Princess T, DJ Repulse, Drippin (NO), Dunza, Eebz, Emil Boye, Emil Kruse, Emil Lange, Entree, Erosion Flow, Fabian Mazur, Fat Pony, Firehouse Sound, General Knas, Ham Der Hasse, Haraam, Herrensauna (Cem & Ädger) (DE), Icekiid, Jamie Kamara, Jean Von Baden, JJ Wild, Julius Sylvest, Kaaliyah, Kasper Marott, Katie Keller, Kenuba Link (DJ Born Naked) (GH), Kill J, Kim Kemi, King, Lady Smita feat. Firehouse Sound, Levant, Louis Petri, Magtfuld, Martin Schacke, Martinez, Master Fatman, Mendoza, Mhm One, Miosa, Mission, Monox (FR), Most Wanted, Mzungu, Naima X Emil Degner, Nicorus (FR/DE), Nils Poensgen x Brigade (DE), Northern Structures, Ocsp, Oh Boy!, Okat, Okay Funky, Orpheus, Panduro, Parysee (FR), Phase5, Pisetzky (IT), Pizzagang, Political STMNT, Positive One, RA:SKL, Ras Schack, Rekyl, Rune Bagge, Serbern, Sexy Lazer, Skai, Sky Juice Sound, Slim Kofi (GH), Snavs, Sofa T, Spitzenklasse, Stacks, Stanley Most, Stunn Gunn, The Architects, The Syrian National Ensemble (SY), Thomas Breakfast, Tim Andresen, Tobi Tastic (DE), Tobias Rahim live, Toxe (SE), Tue Track, Troels Hastrup, Tung Torsdag, Turning Tables – Global Copenhagen, Uffe B2B Jeppe Wolmer, Vasco, Vermin, Vicious Conspiracy, Victor Palsby, Voldfrom, Waqar, Youss |
| 2017 | Dubfire (US) × Grandtheft (CA) × Maceo Plex (US) × Mura Masa (UK) × Madlib (US) × Riff Raff (US) × Tale Of Us (IT) × Yellow Claw (NL) × What So Not (AU), Abra (US) × Adriatique (CH) × Alma (FI) × Bikstok (DK) × Eloq (DK) × Extrawelt (DE) × Jillionaire (US) × Jlin (US) × Joel Mull (SE) × Kasper Bjørke (DK) × Kenton Slash Demon (DK) × Lady Leshurr (UK) × Little Simz (UK) × Matoma (NO) × Max Cooper (UK) × Mike Skinner & Murkage (UK) × Noah Carter (DK) × Omar Souleyman (SY) × Sherwood & Pinch (UK) × Simo Cell (FR) × Soleima (DK) × Superpitcher (DE) × Tommy Genesis (CA) × TooManyLeftHands (DK) × Zadig (FR), Acud (DE) × Alexander Brown × Alvaro Suárez × Anastasia Kristensen × Basedboys × Ben Böhmer (DE) × Bisse × Bongo & Pusk × Brandon Beal × Bwoy De Bhajan × Camilo Franco (ES) × Céci × Champion Ting × Chief 1 × Code Walk × CTRLS × Daily Dak Stage × Darmstadt × Denis Horvat × Dex Kwasi (GH) × DJ Aligator × DJ Er Du Dum Eller Hvad × DJ Ernest (KE) × Djämes Braun × Eebz × Ecstasy In Order × Elias Doré (DE) × Emil Kruse × Emil Lange × Ena Cosovic × Ericka Jane × Erosion Flow × Fabian Mazur × Faustix × Fyraftensboogie × Goss × Hedegaard × Henri Matisse × Ian Bang × Icekiid × Iris Gold × Izzyy × Johan Carøe × Fredd × Kasper Stub × Keis × Khatib × Kenneth Bager × Kesi × Kidd × Klub Bongo × Knuckle Walkers × Livid × L.A. Williams (US) × MADMV (FR) × Milo S × Minimalene × Mobilegirl (DE) × Mononoid (NL) × Mortox × Mr. Thing (UK) & Tue Track × Nause (SE) × Nick Martin (GR) × Nonsens × Norm D × Oliver Ingrosso (SE) × Okay Funky × Rasmus Rekyl × Salvatore Ganacci (SE) × Satanique Samba Trio (BR) × Sharks (SE) × Shlomniwatz (DE) × Sleiman × Skinz × Simon Dokkedal × Sorin × Sort Tykmester × Specktors × Steen Kong × Stunn Gunn × Tobi Tastic (DE) × Ulf Eriksson (SE) × Tim Andresen × Troels Hass × Unkwon × Waqar × Warte:Mal × Xander × Youss × 3K5A & 3RO7 Stage |
| 2018 | Acid Arab DJ Set (FR) × Acid Pauli (DE) × AV AV AV (DK) × Chinah (DK) × Eats Everything (UK) × Ekali (CA) × Ghostface Killah (US) × IAMDDB (UK) × Lunice (CA) × Princess Nokia (US) × Mall Grab (AU) × Solomun (LU) × Yaeji (US) × Yxng Bane (UK), Big Freedia (US) × Charlotte de Witte (BE) × DJ Okapi (SA) × Eclair Fifi (UK) × Eloq (DK) × Erika de Casier (DK) × Emil Stabil (DK) × Emil Kruse (DK) × Fantastic Twins (DE) × Fool (DK) × Icekiid (DK) × Injury Reserve (US) × Johannes Brecht (live) (DE) × Killason (FR) × Lehar (IT) × Novelist (UK) × Oliver Huntemann (DE) × Pachanga Boys (DE/MX) × Pauli Pocket (DE) × Rone (FR) × Pulsedriver (DE) × Sandy B (ZA) × Shifted (UK) × Snavs (DK) × Smooky Margielaa (US) × Skinz (DK) × Stimming (live) (DE) × Subjected (DE) × TopGunn (DK) × Tzusing (TW), Acud (DE) × Alexander Descroix (DK) × Alfredo92 (DK) × Anastasia Kristensen (DK) × Asle (DK) × Astrid Sonne (DK) × B From E (DK) × Banel (DK) × Brigade (live) (DE) × Central B2B DJ Sports (DK) × Ctrls (DK) × Denis Horvat (DK) × Elias Gozal (DK) × Emok (DK) × Enyqma (DK) × F-rank & D-slayer (DK) × Fabian Mazur (DK) × Favourite Things (DK) × Faustix (DK) × Felix De Luca (DK) × Flarup (DK) × Fulltone (EG) × Ida Daugaard (DK) × Imperieux (BG) × Izzi Bizzi (DK) × JJ Wild (DK) × K-Phax (DK) × KhalilH2OP (DK) × Klipo (DK) × Kristian Andersen (DK) × Lund & Rønde (DK) × Martin Vice (DK) × Martinez (DK) × Meuko! Meuko! (TW) × Most Wanted (DK) × Olivia Mendez (FR) × Pelle Peter Jensen (DK) × Radeckt (DK) × Redemptive (DK) × Ring & Dorf (DE) × RoseGold (DK) × Shaq (DK) × Simone Ahà (DK) × Skarn (DK) × Somewhen (DE) × Sousa/Schmidt (DK) × SPFDJ (DE) × Sören CX (DK) × The Frederik (DK) × Tim Andresen (DK) × Thulebasen (DK) × Vincent Kirk (DK) × Yangze (DK) |
| 2019 | 070 Shake (US) + Adana Twins (DE) + Âme LIVE (DE) + Channel Tres (US) + Dappy (UK) + Den Sorte Skole (DK) + DJ Tennis (IT) + Hunee (DE) + Jayda G (CA) + KiNK (BG, live) + Kollektiv Turmstrasse (DE) + Liss (DK) + Mark Knight (UK) + Nadia Rose (UK) + Not3s (UK) + Rejjie Snow (IR) + Rico Nasty (US) + Slowthai (UK) + Soleima (DK) + Tierra Whack (US) + Toro Y Moi (US) + Vini Vici (IL), 666 (DE) + African Acid Is The Future (FR) + Artigeardit (DK) + Bette (DK) + Bexey (UK) + Bjørn Svin (DK, live) + Deena Abdelwahed (FR) + Dekmantel Soundsystem (NL) + Denis Horvat (DK) + Eloq (DK) + Emil Kruse (DK) + First Hate (DK) + Fool (DK) + Hedegaard (DK) + I Hate Models (FR) + IDK (US) + K-Phax (DK) + Kato (DK) + Kelvyn Colt (DE) + Kenneth Bager (DK) + Madmotormiquel (DE) + Matthew Dekay (DE) + Max Abysmal (NL) + Nonsens (DK) + Powel (DE) + Stella Chiweshe (ZW) + TooManyLeftHands (DK) + Young Marco (NL) + Anëk (DK) + Baby Bino (DK) + Baime (DK) + Brandon Beal (DK) + Code Walk (DK) + CTRLS (DK) + Dense & Pika (UK) + Dirty Sound System (FR) + Elias Boussnina (DK) + Faustix (DK) + Fidelity Kastrow (DE) + FLEXLIKEKEV (UK) + Fraads (DK) + Jireel (SE) + Jonty Skruff (UK) + Lillebittebock (DK) + Lo Ersara (SE) + Marcus Worgull (DE) + Meggy (DE) + Michael Williams (DK) + Rosegold (DK) + Simon Littauer (DK) + Skatebård (NO) + Snavs (DK) + The Frederik (DK) + Vibe Tribe (IL) + Wiinston (DK), Acud (DE) + Aeromatik (DK) + Aja Gulris (DK) + Anastasia Wilson (DK) + Andrevictor (DE) + Anëk (DK) + Antichristiansen (DK) + Beatmörtelz (DE) + Ben Böhmer (live, DE) + Ben Falcon (DK) + Bongbeck & Braunholz (live, DE) + Bongo & Pusk (DK) + Brigade (DE) + Christian d’Or (DK) + Christian Nielsen (DK) + Dirk 81 (DK) + Disfunctional Disco (DK) + DJ Er Du Dum Eller Hvad (DK) + Emil Degner (DK) + Emil Lange (DK) + Emok (DK) + EnurT (DK) + Enyqma (DK) + Faia (NO) + Fedty (DK) + Flarup (DK) + Flowjob (DK) + Fred B2B Silas (DK) + George Michael (DK) + Henri Matisse (DK) + Herr Schnecke (DK) + Hush & Sleep (NL) + Hyperzone (DK) + Ian Bang (DK) + Jakob De Wittig (DK) + Jesper Mygind (DK) + Joakim Skovbjerg (DK) + Josephin Bovién (DK) + Julie Reistad (NO) + Kage (NL) + Katz-K (SE) + Lange Jan (DK) + Lisa Fosmark (DK) + Luci Lux (SE) + Lunatic (DK) + Marc Helt (DK) + Matthew Dekay (DE) + Mini Malene (DK) + Mortox B2B Jesper K (DK) + MVMB (DK) + Nicki Pooyhandeh (DK) + Nilu (DK) + Oktober Lieber (FR) + Oh Boy (DK) + Omar (DK) + Only Ollie (DK) + Otaku (DK) + Padawan (DK) + Pegboard Nerds (DK) + Phillip Peyser (DE) + Ras Prada & DJ E-Qual (DK) + Rikke Bronx (DK) + Sassy J (CH) + Schaarup (DK) + Sebastian Wibe (DK) + Serberen (DK) + Shambs (DK) + Shambs & Farli’ (DK) + Shaq (DK) + Simone Aha (DK) + Staromost (DK) + STMNT (DK) + Sugarbois (DK) + Tadoh & Malle (DK) + Tim Andresen (DK) + Timo Tapani (FI) + Toby Green (DK) + Tomrum (DK) + Umloud (DK) + Unifite (DK) + Val De Mar (DK) + Voliik ANX (DK) + Warte:mal (DK) + YOUSS (DK) + Ziggy Phunk (DK) + Zookeepers (DK) + Wolfram Amadeus (AT) |
| 2020 | Aflyst grundet Coronaviruspandemien |
| 2021 | Aflyst grundet Coronaviruspandemien |
| 2022 | Adriatique · Bedouin · Ben Böhmer (live) · Fjaak DJ Set · Four Tet · Kölsch · Peggy Gou · Satori (live) · Todd Terje DJ Set · WhoMadeWho Hybrid DJ Set · Anastasia Kristensen · Ashibah · Be Svendsen (live) · Elkka (live) · John Talabot · Kampire · Octo Octa · · Shanti Celeste · Angebot · Bongo & Pusk · Christian d'Or · cirkeline · Danielle · DJ Lovecatt · Harrison Heat · N.E.Girl · Ryan Dank · Savi DJ · Schaarup · The Hunts · Tim Andresen, Dubfire (US), Johanne, Gabriella Vergilov, Saske, Tim Andresen, DR Rubinstein (DE), Anastasia Kristensen, Prom Night, Danny Howard (UK), Ashiba, Frekvensen: Miley Serious (FR), Gina 040 (SE), DJ Seaview, Adana Twins (DE), Radeckt, JOSKI, DJ LoveCatt, Divad, Storken (SE), Brynjolfur (DK), Richard Fribert (SE), Amanda Baun (DK), Block Party hosted by B.O.C, Pleasure Control: DJ Mell G (DE), Sedef Adasi (DE), Anders Dahl, Harrison Heat, Chippy Nonstop (CA), Suciu (RO), Ricq, Alin, DingoTracks, Oscar Hugo, Ash Skead, Queer Distortion After Party, Sweat: Yha Yha (US), Sparkly Pony (DE), Dgeral (SE), Téa (SE), James Lotion, Toomanylefthands & Friends x Hive x The Voice: Acraze (US), Shouse (AU), Kato, Søe & Amming, Aksglæde, Jimilian, Djames Braun, Night / Moves, Anthon Louis, Helle Helle, Dø Chef Dø, Yo Johnny, Trello Niels, Toko, Kollgaard & Billeberg, Thoby, Jansen & Bestle, Pa Salieu (UK), Icekiid, Fouli, Lamin, Xabski, D1MA, DJ Ary, VC Barre, DJ Kaddi Sawaneh, Papito, Trey x Zay, Maurice, DJ Ary, Otto Knows (SE), Nause (SE), Toomanylefthands, Djames Braun, Wahlstedt (SE), Lucas Estrada (SE) & Alex D Rosso (SE), New Northern, Boye & Sigvardt, Littgloss, Toko, Boilers, Few Wolves, Sebastian Wibe, Kayo & Kuma, Eeb Laurent, Felix & Dilling, Faustix, Outlandish, Nicki Pooyandeh, Rosegold, RH, Yo Johnny, Grandal, Kring, Naima, $hybxi, Alberto, Yakuza, Tray & Zay, Pattesutter, Few Wolves, Cyrus Khan, Ed., Casper Christensen, Snavs, Artigeardit, Kida Kudz (UK), Bawo (UK), Danny Sanchez, Ms. Katana, John Vincent, Neeco Esca, DJ Graded, Savannah, DJ Alipapa, GÆO, Aja Gulris, MiniMalene, Nandu, Nilu, Tim Andresen, Treat, Amanda Baun, Aleks BLC, DJ LoveCatt, Emma Schack, Hej Leif, Boogie Rookie, Boogielisten, Liquid Soul, Phaxe, Protonica, Symbolic, Gaudium, Emok & Banel, Silent Sphere, Reefer Decree |
| 2023 | Charlotte de Witte |
| 2024 | Hugel |

## Kritik
Distortion festivalen har ved flere lejligheder været kritiseret for, at den ikke i tilstrækkelig grad sørger for oprydning efter de mange festivalgæster. Festivalen aftalte i 2013 med Københavns Kommune, at kommunens Center for Rengøring skulle varetage daglig oprydning og rengøring efter festivaldeltagerne i 2013 og 2014. Efter at denne aftale er indgået med kommunen, er kritikken af affald efter festivalgæsterne stort set ophørt. I 2022 klagede parkeringsbetalende beboere på Vesterbro om manglende parkeringspladser, da disse blev inddraget til festområde. Nogle parkerede biler i området blev fjernet med fejeblad.